# Mszislau
Mszislau (belarussisch Мсціслаў (akademische Rechtschreibung), Амсьціслаў (klassische Rechtschreibung), Mścisłaŭ, Amścisłaŭ) bzw. Mstislawl (russisch Мстиславль, polnisch Mścisław) ist eine Stadt im östlichen Teil von Belarus mit etwa 11.700 Einwohnern (Stand 2004) an der Grenze zu Russland. Sie ist die Hauptstadt des Rajons Mszislau und liegt in der Mahiljouskaja Woblasz.

## Wappen
Beschreibung: In Silber ein laufender widersehender roter Fuchs unter einer am linken Schildrand aus einer blauen Wolke hervorbrechenden ein silbernes Schwert schwingenden Hand. 

## Geschichte
Die Stadt wurde im Jahr 1135 durch den Smolensker Fürsten Rostislaw Mstislawisch gegründet und nach seinem Vater Mstislaw I. benannt. Mszislau war ursprünglich eine Stadt des russischen Fürstentums Smolensk und entwickelte sich danach zur Hauptstadt eines autonomen Teilfürstentums. 1377 vereinnahmte der litauische Großfürst Algirdas Mszislau. Die Stadt blieb bis zur Ersten Teilung Polens im Jahre 1772 bei Polen-Litauen. Als Grenzstadt wurde sie im Zuge der Russisch-Litauischen und Russisch-Polnischen Kriege mehrfach angegriffen und besetzt.
In Mszislau lebten Anfang des 20. Jahrhunderts etwa 5000 Juden, das waren circa 60 Prozent der Bevölkerung. In der Sowjetunion gab es eine jiddische Schule. Durch Migration waren es 1941 nur noch 2000 Juden. Seit Juli 1941 bis zum 28. September 1943 wurde die Stadt von deutschen Truppen besetzt. In dieser Zeit wurde auch die aus der zweiten Hälfte des 18. Jahrhunderts stammende hölzerne Synagoge zerstört. Im September 1941 wurde ein Zwangsghetto angeordnet. Am 15. Oktober 1941 kam es zu von den Deutschen ausgeführten Massentötungen von 800 (oder mehr als 1300) Juden beim Kagalny Graben, an denen auch weißrussische Polizeikräfte beteiligt waren. An der Stelle der Gewalttat ist ein Denkmal errichtet.

## Sehenswürdigkeiten
- Karmeliterkirche von 1637, renoviert: 1746–1750
- Jesuitenkirche von 1640, renoviert: 1730–1738, seit 1842 orthodoxe Kathedrale

## Söhne der Stadt
- Jewgeni Blisnjak (1881–1958), russisch-sowjetischer Hydrologe, Wasserbauer und Hochschullehrer
- Dmitri Dubjago (1849–1918), russischer Astronom
- Simon Dubnow (1860–1941), Historiker und Theoretiker des Judentums
- Jewgeni Remes (1896–1975), sowjetischer Mathematiker
- Robert Saitschick (1868–1965), russisch-schweizerischer Literaturhistoriker und Philosoph